# Točka (teorija grafov)
Tóčka (vozlíšče ali vôzel) je v teoriji grafov osnovna enota, iz katere so sestavljeni grafi. Neusmerjene grafe sestavljata množica točk in množica povezav (neurejene pare točk), usmerjene grafe pa sestavljata množica točk in množica lokov (urejenih parov točk). Iz zornega kota teorije grafov se točke obravnavajo kot brezoblični in nedeljivi objekti, čeprav imajo lahko dodatno zgradbo, kar je odvisno od uporabe v kateri se pojavlja graf. Semantična mreža je na primer graf v katerem točke predstavljajo koncepte ali razrede objektov.
Dve točki, ki tvorita povezavo, sta njeni končni točki, povezava pa vodi v njiju - je incidenčna z njima. Točka {\displaystyle w} je sosedna drugi točki {\displaystyle v}, če graf vsebuje povezavo {\displaystyle (v,w)}. Okolica točke {\displaystyle v} je inducirani podgraf grafa, nastal na vseh točkah, sosednih točki {\displaystyle v}.
Stopnja točke v grafu je število povezav incidenčnih z njo. To je število povezav, ki se stikajo s točko. Izolirana točka je točka s stopnjo 0, in ni končna točka nobene povezave. Hkrati predstavlja polni graf {\displaystyle K_{1}}, ki se imenuje prazni graf {\displaystyle N_{1}}. List (tudi pendantna točka) je točka s stopnjo 1. 
V usmerjenem grafu je treba ločiti med izhodno stopnjo (število odhajajočih povezav) in vhodno stopnjo (število prihajajočih povezav). Izvirna točka je točka z izhodno stopnjo 0, ponirna točka pa je točka z vhodno stopnjo 0.
Točke v grafih ustrezajo ogliščem poliedrov, vendar jim niso enake. Skelet poliedra tvori graf, katerega točke so njegova oglišča, poliedrska oglišča pa imajo dodatno značilnost (svojo geometrijsko lego), ki se v grafih ne pojavlja. Ogliščna figura oglišča v poliedru predstavlja okolico točke v grafu.